# 李登科
李 登科（り とうか、1928年〈昭和3年〉 - 2020年〈民国109年〉7月6日）は、台湾台中市出身の人物。その容貌から「蔣介石の分身」として知られていた。

## 生涯
1928年（昭和3年）、台中州大甲郡清水街（現：台中市清水区）に生まれる。幼少期には地元の清水第一公学校（現：清水国民小学）に通ったが、1935年（昭和10年）の新竹・台中地震で自宅が倒壊したため、祖籍地である中華民国福建省恵安県へ一家で移住した。
日中戦争末期の1944年（民国33年）に国民政府が中国青年軍を設立するとこれに入隊し、第203師に所属して戦った。終戦後の1946年（民国35年）、中華民国の統治下に入った台湾へ帰還し、1949年（民国38年）に中華民国政府が台湾へ移転して以降は、国防部政治部主任の蔣経国のボディーガードを務めた。蔣介石や蔣孝勇など蔣一族と関わる機会もあったが、当時はまだ若く、「李登科は蔣介石と似ている」などと言われることは全く無かったという。1975年（民国64年）に退役し、アメリカのカリフォルニア州エスコンディードに渡って農場経営を始めた。最終階級は中校。
アメリカ在住中の1995年（民国84年）、李登科は元駐中華民国大使のエバレット・ドラムライトと会う機会があった。ドラムライトは、李登科の見た目が蔣介石にそっくりだと驚き、その時から李登科は自身が蔣介石に似ていると自覚するようになった。以降、李登科は髭を伸ばして中山服を頻繁に着用するようになった。この話を聞いた蔣緯国（蔣介石の次男）は手紙と航空券を送って彼を台湾に呼び寄せ、面会を果たした。久しぶりに李登科と顔を合わせた蔣緯国は驚愕し、数分間言葉が出なかったという。そしてようやく「どうしてそんなに父に似てしまったのだろう?」と言葉を絞り出すと、李登科は「私にも分かりません、王太夫人に聞いてみてください!」と冗談交じりに答えた。
2004年（民国93年）、台湾に帰国して花蓮に農場を開き、当地に居を構えた。2005年（民国94年）9月18日、台中県政府が清水鎮の県立港区芸術中心にてイベントを開催した際、清水出身である李登科をゲストとして招待した。その日李登科が着用していた服装は台北のトムテイラー社（歴代総統御用達のスーツ店）に発注したものであり、蔣介石本人が着用したものと全く同じ仕様であった。同年の県市議員選挙では、中国国民党の党員として、国民党や新党への投票を呼び掛ける応援演説を台湾各地で行った。
上記の活動によって「蔣介石のそっくりさん」として公に広く認知されるようになった李登科は、ものまねタレントとしてしばしばチャリティーやテレビ番組に登場するようになり、写真撮影を求めて多くの人が集まった。またこの頃、李登科は自身と蔣介石の顔写真を並べた名刺を作成し、「蔣介石先生分身」という肩書を併記した。2007年（民国96年）に高雄市の愛河で行われたランタンフェスティバルに招かれ、「孫文のそっくりさん」として知られる、医師の葉重順との共演を果たした。2人は交友関係を結び、台湾各地の蔣公行館などに2人揃って姿を現した。
晩年、体が不自由になった李登科は花蓮栄誉国民之家（退役軍人の老人ホーム）に入居した。2020年（民国109年）6月には韓国瑜（高雄市長）の罷免投票にて韓国瑜側の応援に駆け付けたが、7月初旬に花蓮市内の門諾医院へ搬送され、7月6日に肺病のため92歳で死去した。